# Leonardo Perez
Leonardo Pérez (Mesagne, 27 settembre 1989) è un calciatore italiano, attaccante del Casarano.

## Caratteristiche tecniche
Agisce prevalentemente da prima punta o seconda punta, anche se può essere schierato come esterno in un tridente offensivo. Forte fisicamente e dotato di un'ottima tecnica, è in grado di fare reparto da solo e di creare spazi favorendo l'inserimento dei compagni. Pecca di incisività sotto porta.

## Carriera
Muove i suoi primi passi nelle giovanili del Brindisi con cui riesce giovanissimo a collezionare qualche presenza in prima squadra, sotto la guida di Massimo Silva, nel campionato di serie D, per poi essere prelevato dal Bari, indossando la fascia da capitano nella formazione primavera.
Il 2 luglio 2009 passa in prestito al Gubbio, in Lega Pro Seconda Divisione. Esordisce tra i professionisti il 9 agosto 2009 in Sangiovannese-Gubbio (0-1), partita valida per la fase a gironi di Coppa Italia Lega Pro. Mette a segno la sua prima rete in carriera il 23 agosto contro l'Itala San Marco.
Il 24 agosto 2010 passa in compartecipazione al Pisa in Lega Pro Prima Divisione. Poco impiegato dal tecnico dei toscani, il 31 gennaio 2011 passa in prestito al Giulianova. Il 4 luglio 2011 la comproprietà viene risolta a favore del Pisa.
Il 21 luglio 2013 passa in comproprietà al Cittadella. Esordisce in Serie B il 24 agosto contro lo Spezia, subentrando al 14' della ripresa al posto di Mattia Montini. Mette a segno la sua prima rete tra i cadetti il 17 novembre ai danni del Cesena. Il 20 giugno 2014 viene riscattato alle buste dai veneti.
Il 14 luglio 2014 passa all'Ascoli in prestito con diritto di riscatto e controriscatto. Il 14 luglio 2015 passa a titolo definitivo ai bianconeri, legandosi alla società marchigiana per mezzo di un contratto valido fino al 2018. Nel 2017 viene inizialmente messo fuori rosa a causa di alcune dichiarazioni contrarie alla società, salvo poi essere reintegrato in squadra a novembre; la reintegrazione dell'attaccante porterà alle dimissioni dell'allenatore Enzo Maresca.
Il 16 gennaio 2018 viene ceduto al Cosenza, militante in Serie C, con cui firma un contratto valido fino al 2020 e con il quale, dopo aver giocato i play-off, conquista la Serie B. L'anno seguente collezione 7 presenze tra campionato e Coppa Italia, prima di essere ceduto in prestito al Piacenza
Il 20 agosto 2019 viene ceduto alla Virtus Francavilla, militante in Serie C. Il 13 gennaio 2021 passa a titolo definitivo all'Arezzo firmando fino al 30 giugno 2023, con opzione per un'altra stagione. Dopo soli 6 mesi, il 16 giugno 2021 viene ufficializzato il suo ritorno alla Virtus Francavilla, firmando in contratto di 2 anni.
L'11 gennaio 2023 passa in prestito al Messina, in Serie C. Il 7 settembre del 2023 firma con il Casarano, in Serie D.

## Statistiche

### Presenze e reti nei club
Statistiche aggiornate al 30 luglio 2025.
| Stagione                  | Squadra                   | Campionato                | Campionato | Campionato | Coppe nazionali | Coppe nazionali | Coppe nazionali | Coppe continentali | Coppe continentali | Coppe continentali | Altre coppe | Altre coppe | Altre coppe | Totale | Totale |
| Stagione                  | Squadra                   | Comp                      | Pres       | Reti       | Comp            | Pres            | Reti            | Comp               | Pres               | Reti               | Comp        | Pres        | Reti        | Pres   | Reti   |
| ------------------------- | ------------------------- | ------------------------- | ---------- | ---------- | --------------- | --------------- | --------------- | ------------------ | ------------------ | ------------------ | ----------- | ----------- | ----------- | ------ | ------ |
| 2009-2010                 | Gubbio                    | 2D                        | 31         | 4          | CI-LP           | 9               | 0               | -                  | -                  | -                  | -           | -           | -           | 40     | 4      |
| 2010-gen. 2011            | Pisa                      | 1D                        | 7          | 0          | CI-LP           | 4               | 4               | -                  | -                  | -                  | -           | -           | -           | 11     | 4      |
| gen.-giu. 2011            | Giulianova                | 2D                        | 10         | 0          | CI-LP           | -               | -               | -                  | -                  | -                  | -           | -           | -           | 10     | 0      |
| 2011-2012                 | Pisa                      | 1D                        | 24         | 4          | CI+CI-LP        | 2+7             | 0+2             | -                  | -                  | -                  | -           | -           | -           | 33     | 6      |
| 2012-2013                 | Pisa                      | 1D                        | 24+4       | 7          | CI+CI-LP        | 2+3             | 1+2             | -                  | -                  | -                  | -           | -           | -           | 33     | 10     |
| Totale Pisa               | Totale Pisa               | Totale Pisa               | 55+4       | 11         |                 | 18              | 9               |                    | -                  | -                  |             | -           | -           | 77     | 20     |
| 2013-2014                 | Cittadella                | B                         | 29         | 4          | CI              | 2               | 0               | -                  | -                  | -                  | -           | -           | -           | 31     | 4      |
| 2014-2015                 | Ascoli                    | LP                        | 26+1       | 12         | CI-LP           | 2               | 1               | -                  | -                  | -                  | -           | -           | -           | 29     | 13     |
| 2015-2016                 | Ascoli                    | B                         | 28         | 2          | CI              | 1               | 0               | -                  | -                  | -                  | -           | -           | -           | 29     | 2      |
| 2016-2017                 | Ascoli                    | B                         | 22         | 3          | CI              | 1               | 0               | -                  | -                  | -                  | -           | -           | -           | 23     | 3      |
| 2017-gen. 2018            | Ascoli                    | B                         | 6          | 1          | CI              | 0               | 0               | -                  | -                  | -                  | -           | -           | -           | 6      | 1      |
| Totale Ascoli             | Totale Ascoli             | Totale Ascoli             | 82+1       | 18         |                 | 4               | 1               |                    | -                  | -                  | -           | -           | -           | 87     | 18     |
| gen.-giu. 2018            | Cosenza                   | C                         | 14+6       | 2          | CI+CI-C         | 0+3             | 1               | -                  | -                  | -                  | -           | -           | -           | 23     | 3      |
| 2018-gen. 2019            | Cosenza                   | B                         | 5          | 0          | CI              | 2               | 0               | -                  | -                  | -                  | -           | -           | -           | 7      | 0      |
| Totale Cosenza            | Totale Cosenza            | Totale Cosenza            | 19+6       | 2          |                 | 5               | 1               |                    | -                  | -                  |             | -           | -           | 30     | 3      |
| gen.-giu. 2019            | Piacenza                  | C                         | 12+4       | 0          | CI+CI-C         | -               | -               | -                  | -                  | -                  | -           | -           | -           | 16     | 0      |
| 2019-2020                 | Virtus Francavilla        | C                         | 26+1       | 11+1       | CI+CI-C         | 0+1             | 0               | -                  | -                  | -                  | -           | -           | -           | 28     | 12     |
| 2020-gen. 2021            | Virtus Francavilla        | C                         | 12         | 2          | CI              | 1               | 0               | -                  | -                  | -                  | -           | -           | -           | 13     | 2      |
| gen.-giu. 2021            | Arezzo                    | C                         | 12         | 1          | CI              | -               | -               | -                  | -                  | -                  | -           | -           | -           | 12     | 1      |
| 2021-2022                 | Virtus Francavilla        | C                         | 25+1       | 4          | CI-C            | 0               | 0               | -                  | -                  | -                  | -           | -           | -           | 26     | 4      |
| 2022-gen. 2023            | Virtus Francavilla        | C                         | 9          | 1          | CI-C            | 1               | 0               | -                  | -                  | -                  | -           | -           | -           | 10     | 1      |
| Totale Virtus Francavilla | Totale Virtus Francavilla | Totale Virtus Francavilla | 72+2       | 18+1       |                 | 3               | 0               |                    | -                  | -                  | -           | -           | -           | 77     | 19     |
| gen.-giu. 2023            | Messina                   | C                         | 16+2       | 0          | CI-C            | -               | -               | -                  | -                  | -                  | -           | -           | -           | 18     | 0      |
| 2023-2024                 | Casarano                  | D                         | 26+1       | 4          | CI-D            | 1               | 1               | -                  | -                  | -                  | -           | -           | -           | 28     | 5      |
| 2024-2025                 | Casarano                  | D                         | 27+2       | 6+2        | CI-D            | 2               | 1               | -                  | -                  | -                  | -           | -           | -           | 31     | 9      |
| 2025-2026                 | Casarano                  | C                         | 0          | 0          | CI-C            | 0               | 0               | -                  | -                  | -                  | -           | -           | -           | 0      | 0      |
| Totale Casarano           | Totale Casarano           | Totale Casarano           | 53+3       | 10+2       |                 | 3               | 2               |                    | -                  | -                  | -           | -           | -           | 59     | 14     |
| Totale carriera           | Totale carriera           | Totale carriera           | 375+22     | 68+2       |                 | 44              | 13              |                    | -                  | -                  |             | -           | -           | 441    | 83     |

## Palmarès

### Club

#### Competizioni nazionali
- Serie D: 1

Casarano: 2024-2025 (girone H)